# Лобатон, Гильермо
Гильермо Лобатон Милья (исп. Guillermo Lobatón Milla, 1927 — 7 января 1966) — перуанский революционер, лидер Левого революционного движения. По происхождению восходит к негритянскому населению Гаити.

## Биография
Родился в бедняцкой семье в Лиме в 1927 г. По окончании начального образования поступил в школу бизнеса, но быстро разочаровался, в том числе и из-за широко распространённого там предубеждения по отношению к чернокожим и индейцам. В 1948 г. поступил в Университет Сан-Маркос, где изучал литературу и философию. За участие в студенческом движении был арестован и посажен в тюрьму на острове Эль-Фронтон.
В 1954 г. был выслан из страны и поселился в Париже, где, в условиях усиливающейся неприязни к чернокожим из-за войны в Алжире, стал работать сборщиком макулатуры и изучать философию в Сорбонне. Там же познакомился со своей будущей женой Жаклин Элуо.
В 1959 г. Коммунистическая партия Перу оказывает помощь получившему известность среди перуанских эмигрантов Лобатону в отправке его в ГДР для изучения экономики, однако принимающая сторона отказала по причине критики Лобатоном политики сталинизма. Гильермо Лобатон покидает Европу, посещает Аргентину, Бразилию, Чили и в 1961 г. вместе с Луисом де ла Пуэнте и другими перуанцами проходит подготовку на Кубе.
В 1965 г. руководит фронтом имени Тупак Амару Левого революционного движения. Вскоре его отряд был отрезан от внешнего мира. Погиб в бою 7 января 1966 г.